# RCH in het seizoen 1970/71
Het seizoen 1970/1971 was het 16e en laatste jaar in het bestaan van de Heemsteedse betaaldvoetbalclub RCH. De club kwam uit in de Tweede divisie en eindigde daarin op de 12e plaats. Tevens deed de club mee aan het toernooi om de KNVB beker, hierin werd in de kwartfinale verloren van Sparta (1–4). Na het seizoen werd duidelijk dat bij de sanering van het betaald voetbal in Nederland er een aantal clubs noodgedwongen moesten verdwijnen naar de amateurs. RCH was op basis van de criteria (gemiddelde van het aantal betalende toeschouwers over de afgelopen vijf jaar) van de KNVB een van de elf clubs die moesten verdwijnen uit het betaald voetbal. De club werd opnieuw ingedeeld in de tweede klasse amateurs.

## Wedstrijdstatistieken

### Tweede divisie
|       | AGOVV | Baronie | SC Drente | EDO   | Eindhoven | Fortuna | Gooiland | Hermes DVS | Limburgia | NOAD  | PEC   | RBC   | Roda JC | De Volewijckers | FC VVV | ZFC   |
| ----- | ----- | ------- | --------- | ----- | --------- | ------- | -------- | ---------- | --------- | ----- | ----- | ----- | ------- | --------------- | ------ | ----- |
| Thuis | 4 – 0 | 1 – 1   | 3 – 2     | 3 – 1 | 0 – 0     | 2 – 2   | 0 – 3    | 3 – 1      | 1 – 1     | 1 – 1 | 1 – 2 | 6 – 1 | 0 – 0   | 1 – 2           | 0 – 2  | 3 – 1 |
| Uit   | 3 – 0 | 1 – 1   | 0 – 2     | 1 – 1 | 1 – 1     | 2 – 0   | 1 – 0    | 3 – 1      | 0 – 0     | 0 – 2 | 2 – 1 | 2 – 1 | 0 – 0   | 0 – 0           | 4 – 3  | 0 – 0 |

### KNVB beker
| 1e ronde                                           | RCH                                | 0 – 0 n.v. RCH wint na strafschoppen | Blauw-Wit                                            |
| 16 augustus 1970 Plaats: Heemstede Sportparklaan   |                                    |                                      |                                                      |
| 2e ronde                                           | RCH                                | 2 – 0 (1 – 0)                        | MVV                                                  |
| 8 november 1970 Plaats: Heemstede Sportparklaan    | Jan Stoute 36' Cornelis Meijer 83' |                                      |                                                      |
| 3e ronde                                           | SC Drente                          | 0 – 1 Na verlenging                  | RCH                                                  |
| 14 maart 1971 Plaats: Klazienaveen Mr. Ovingstraat |                                    |                                      | 112' Cornelis Meijer                                 |
| Kwartfinale                                        | RCH                                | 1 – 4 (0 – 2)                        | Sparta                                               |
| 7 april 1971 Plaats: Heemstede Sportparklaan       | Piet van den Berg 54'              |                                      | 20', 52' (pen.), 73' Jan Klijnjan 39' Peter de Quant |

## Statistieken RCH 1970/1971

### Eindstand RCH in de Nederlandse Tweede divisie 1970 / 1971
| Stand | Gespeeld | Gewonnen | Gelijk | Verloren | Punten | Doelpunten voor | Doelpunten tegen |
| ----- | -------- | -------- | ------ | -------- | ------ | --------------- | ---------------- |
| 12e   | 32       | 8        | 13     | 11       | 29     | 42              | 40               |

### Topscorers
| #      | Naam              | Goal |
| ------ | ----------------- | ---- |
| 1.     | Piet van den Berg | 13   |
| 2.     | Ton Smit          | 9    |
| 3.     | Jan Stoute        | 5    |
| 4.     | Ton Verschoor     | 4    |
| 5.     | Henk Ketting      | 2    |
| 5.     | Dick Meijer       | 2    |
| 5.     | Piet Ranzijn      | 2    |
| 8.     | Chris Croes       | 1    |
| 8.     | Arie van Eijden   | 1    |
| 8.     | Cornelis Meijer   | 1    |
| 8.     | Cornelis Smit     | 1    |
| Totaal | Totaal            | 42   |

| #      | Naam              | Goal |
| ------ | ----------------- | ---- |
| 1.     | Cornelis Meijer   | 2    |
| 2.     | Piet van den Berg | 1    |
| 2.     | Jan Stoute        | 1    |
| Totaal | Totaal            | 4    |

## Voetnoten
AGOVV · Baronie · SC Drente · EDO · Eindhoven · Fortuna · Gooiland · Hermes DVS · Limburgia · NOAD · PEC · RBC · RCH · Roda JC · De Volewijckers · FC VVV · ZFC